# Alfred Amonn
Alfred Amonn (1er juin 1883 - 2 novembre 1962) est un économiste autrichien.

## Biographie
Alfred Amonn a enseigné à l'université nationale de Tchernivtsi (1917-1920), l'université Charles de Prague (1920-1926), l'université de Tokyo (1926-1929) et l'université de Berne (1929-1938).

## Œuvres
- Objekt und Grundbegriffe der theoretischen Nationalökonomie, 1911
- Ricardo als Begründer der theoretischen Nationalökonomie, 1924
- Grundzüge der Volkwohlstandslehre, 1926
- Volkswirtschaftliche Grundbegriffe und Grundprobleme, 1938